# Live at Last! Halfway Around the World
Live at Last! Halfway Around the World ist ein 1997 veröffentlichtes Livealbum der US-amerikanischen Rockband Dan Reed Network.

## Entstehung
Während des Bestehens ihres Plattenvertrages von 1987 bis 1993 erarbeitete sich die Gruppe Dan Reed Network mit Tourneen durch amerikanische und europäische Clubs sowie zahlreichen Engagements als Vorgruppe anderer Bands wie Bon Jovi (New Jersey-Tour, 1989), den Rolling Stones (Urban Jungle-Tour, 1990) und 1991 als Support der Baby Animals in Australien einen guten Ruf als Live-Band. Die Tournee durch Europa und Großbritannien im Sommer 1993 war zugleich ihre letzte. Das letzte Konzert der Band fand am 8. August 1993 im Club The Garage in London statt. Zahlreiche Auftritte wurden bei den Konzerten mitgeschnitten und archiviert.
Daniel Pred, Mitbegründer und Schlagzeuger der Band, hatte nach dem Ende der Bandkarriere eine Videoproduktionsfirma (Videomedia) in Portland gegründet. 1997 machte er sich gemeinsam mit dem ehemaligen Keyboarder der Band, Blake Sakamoto, daran, hunderte Aufnahmen zu durchforsten und zusammenzustellen, um der Liveausstrahlung ihrer Band auch auf CD gerecht zu werden. Verwendet wurden Zweikanal-Masterbänder, die entweder analog oder digital direkt vom Mischpult des jeweiligen Veranstaltungsortes aufgenommen worden waren.
Für jeden Titel, der sich auf diesem Album befindet, ist der Aufnahmeort und das -datum verzeichnet. So war z. B. die auf dieser CD verwendete Live-Version von „Tiger in a Dress“ am 10. Dezember 1989 in Hamburg mitgeschnitten worden.
Außerdem fanden Aufnahmen (hier gelistet in der Reihenfolge der Lieder) aus Belfast, Odense, Sydney, Melbourne, London, Glasgow, Liverpool, Göteborg, Portland, Visby, Birmingham, Adelaide, Stockholm, Varberg, Wien und Prag ihren Weg auf das Album, das als Doppelalbum veröffentlicht wurde.

## Video
Ein passendes VHS-Video, auch Live at Last! betitelt und von Dan Pred produziert, wurde ebenfalls veröffentlicht. Es zeigt das Konzert der Band vom 31. Dezember 1991 in ihrer Heimatstadt Portland und ist in schwarz-weiß gefilmt.
Im November 2010 veröffentlichte Dan Reed das Schwarz-Weiß-Video Live at Last! erneut, diesmal auf DVD. Zusätzlich zur ursprünglichen Fassung gibt es nun einen Audiokommentar von Reed, auf dem er sich zu den einzelnen Songs und den Tourneen der Band äußert; das Bild- und Tonmaterial wurde aufgearbeitet, der Vertrieb erfolgte über Dan Reed’s Website.

## Titelliste
CD 1
1. 1:49 Slam Swirl (Dan Reed)
2. 5:27 Cruise Together (Dan Reed)
3. 4:41 Under My Skin (Dan Reed)
4. 4:30 The Heat (Dan Reed, Brion James, Blake Sakamoto, Melvin Brannon II, Dan Pred)
5. 4:23 Blame it on the Moon (Dan Reed)
6. 4:53 Mix it Up (Dan Reed, Brion James)
7. 4:36 Rainbow Child (Dan Reed)
8. 5:46 Lover (Dan Reed)
9. 5:54 World Has a Heart Too (Dan Reed)
10. 4:48 Slam (Dan Reed)
11. 4:20 Burnin’ Love (D. Reed, J. Paris)
12. 5:48 Tiger in a Dress (Dan Reed)
13. 1:05 Halfway Around the World (Dan Reed)
14. 4:21 Stronger Than Steel - All My Lovin’
15. 1:51 Takin’ it to the Streets (M. McDonald)
16. 4:06 Love Don’t Work That Way (Dan Reed)
17. 8:02 Baby Don’t Fade (Dan Reed)

CD 2
1. 5:27 Ritual (Dan Reed)
2. 4:54 Forgot to Make Her Mine (Dan Reed)
3. 3:48 Chill Out (Brion James)
4. 4:30 I’m so Sorry (Dan Reed)
5. 7:17 Come Back Baby (Dan Reed)
6. 4:27 Salt of Joy (Dan Reed)
7. 3:27 Let it Go (Dan Reed)
8. 4:35 Tamin’ the Wild Nights (Dan Reed)
9. 4:04 Make It Easy (Dan Reed)
10. 4:55 Get to You (Dan Reed)
11. 5:28 Color this Hour (Dan Reed)
12. 4:47 You Can Leave Your Hat On (Randy Newman)
13. 5:13 Baby Now I (Dan Reed)
14. 2:16 Woman (Dan Reed)
15. 7:50 Seven Sister’s Road (Dan Reed)
16. 5:10 Long Way to Go (Dan Reed)